# Perigea enixa
Perigea enixa là một loài bướm đêm trong họ Noctuidae.